# I Feel So Bad
I Feel So Bad è un brano musicale del 1953 scritto da Chuck Willis. 
Una versione della canzone è stata pubblicata nel 1961 da Elvis Presley.

## Tracce
- 7"

1. I Feel So Bad
2. Wild in the Country